# WASP-87
WASP-87 — широкая двойная звезда в созвездии Центавра на расстоянии приблизительно 782 световых года (около 240 парсеков) от Солнца. Вокруг звезды обращается, как минимум, одна планета.

## Характеристики
Первичный компонент WASP-87 A — жёлто-белый карлик спектрального класса F5V. Видимая звёздная величина звезды — +10,7m. Масса — около 1,2 солнечной, радиус — около 1,63 солнечного. Эффективная температура — около 6480 K, металличность звезды оценивается в 0,41. Возраст звезды определён около 3,8 млрд лет.
Вторичный компонент WASP-87 B находится на расстоянии 8,2 угловых секунд (около 2000 а.е.). WASP-87 B — звезда спектрального класса G. Видимая звёздная величина звезды — +12,8m.

## Планетная система
В 2014 году у звезды обнаружена планета (WASP-87 A b).